# Měny Evropské unie

Tmavě modře jsou vyznačeny státy, které Euro přijaly v roce 1999/2002. Světle modře s příslušným rokem jsou označeny státy, které přijaly Euro později a hnědě pak státy EU, které jej dosud nepřijaly

V Evropské unii se k dubnu 2023 používá 10 různých měn. Nejvíce zastoupenou měnou je euro, které používají státy eurozóny. Evropská centrální banka a národní banky členských zemí unie jsou součástí evropského systému centrálních bank.

## Euro
Euro je měna eurozóny a po americkém dolaru (USD) druhý nejdůležitější reprezentant ve světovém měnovém systému. Měnová politika eurozóny je prováděna Evropskou centrální bankou ve Frankfurtu nad Mohanem. Euro je oficiálním platidlem v 19 z 27 států Evropské unie (takzvané euro oblasti) a v šesti dalších zemích mimo EU.

## Národní měny
| Měna            | Region                                                                     | Symbol | ISO | Poznámky                           |
| --------------- | -------------------------------------------------------------------------- | ------ | --- | ---------------------------------- |
| Euro            | Eurozóna                                                                   | €      | EUR | Využívané také institucemi EU      |
| Bulharský lev   | Bulharsko                                                                  | лв     | BGN |                                    |
| Euro            | Chorvatsko                                                                 | €      | EUR | od 1.1.2023                        |
| Koruna česká    | Česko                                                                      | Kč     | CZK |                                    |
| Dánská koruna   | Dánsko                                                                     | kr     | DKK |                                    |
| Maďarský forint | Maďarsko                                                                   | Ft     | HUF |                                    |
| Polský zlotý    | Polsko                                                                     | zł     | PLN |                                    |
| Rumunský leu    | Rumunsko                                                                   | Leu    | RON |                                    |
| Švédská koruna  | Švédsko                                                                    | kr     | SEK |                                    |
| Švýcarský frank | Campione d'Italia (součást Itálie) Büsingen am Hochrhein (součást Německa) | Fr.    | CHF | Švýcarský frank emituje Švýcarsko. |